# Zwarte heksenkruidmot
De zwarte heksenkruidmot (Mompha langiella) is een vlinder uit de familie wilgenroosjesmotten (Momphidae). De wetenschappelijke naam is voor het eerst geldig gepubliceerd in 1796 door Hübner.
De soort komt voor in Europa.